# Свєшников Олександр Миколайович
Олександр Миколайович Свєшников (16 грудня 1887, Київ − 24 грудня 1918) − авіатор, авіаконструктор, повний Георгіївський кавалер.

## Біографія
Народився 18 грудня 1887 року в Києві, в купецькій сім'ї. Закінчив приватну київську гімназію Вальнера, після чого продовжив навчання в Паризькому університеті. Навчався на пілота у французькій школі Вандома. Працював випробувачем різноманітних аеропланів.
У 1912 році, повернувся до Києва, де на базі власної авіаремонтної майстерні зібрав літак власної конструкції. До 1917 року зібрав ще три літака своєї конструкції. Всі вони мали добрі характеристики. На літаку «Свєшніков-3» було досягнуто швидкості 104 км на годину. Був членом Київського товариства повіроплавання. У 1914 році вступив на службу. Призначений у 3-тю авіаційну роту, згодом переведений в 7-й корпусний авіаційний загін. У 1916 році був тимчасовим завідувачем технічної частини загону. У листопаді 1916 був відряджений до Парижу. Після повернення призначений командиром 7-го корпусного авіаційного загону.
У 1917 році, після лютневої революції, з особовим складом 7-го корпусного авіаційного загону був евакуйований до Києва, а звідти до Саратова. У червні 1918 року, з групою авіаторів на чолі з О. О. Козаковим, пробрався на північ Росії, де в серпні 1918 року вступив добровольцем у британо-слов'янський авіаційний корпус. Отримав звання лейтенанта Королівських повітряних сил Великої Британії.
У грудні 1918 року замерз в лісі під уламками літака, на якому розбився під час розвідувального польоту в районі табору Обозерська.

## Нагороди та відзнаки
- Кавалер Георгіївських хрестів чотирьох ступенів.
- орден св. Володимира 4-го ступеня
- орден св. Станіслава 3-го ступеня
- орден св. Анни 3-го ступеня
- орден св. Георгія 4-го ступеня.